# Pneumatopteris walkeri
Pneumatopteris walkeri är en kärrbräkenväxtart som beskrevs av Holtt. Pneumatopteris walkeri ingår i släktet Pneumatopteris och familjen Thelypteridaceae. Inga underarter finns listade.